# Пахор, Борут
Бо́рут Па́хор (словен. Borut Pahor, род. 2 ноября 1963, Постойна) — словенский политический и государственный деятель, президент Словении с 22 декабря 2012 по 22 декабря 2022 года.

## Биография

### Ранние годы и образование
Пахор родился в городе Постойна, своё детство провёл в Нова-Горице. Окончил социологический факультет Люблянского университета в 1987 году.

### Политическая деятельность
Борут Пахор с молодости интересовался политикой, в школе и университете был активистом комсомола. В 1989 году стал одним из учредителей нового демократического движения в Словении, ставившего своей целью борьбу с монополизацией политической жизни в союзной республике Союзом коммунистов Югославии.

#### В Парламенте Словении
В 1990 году впервые был избран в словенский парламент. К концу 1990-х годов Пахор стал одним из самых заметных лидеров левоцентристского крыла словенской политики.
В 2000 году партия Пахора вошла в правящую коалицию, возглавляемую премьер-министром и лидером либералов Янезом Дрновшеком.
Пахор был избран председателем Национальной ассамблеи (нижней палаты) Государственного собрания Словении и оставался на этой должности в течение четырёх лет. В 2004 году Пахор избрался в Европейский парламент.

#### Премьер-министр Словении
В 2008 году социал-демократы во главе с Пахором выиграли парламентские выборы. По итогам выборов 11 ноября 2008 года Пахор сформировал кабинет, который возглавлял в течение четырёх лет.
20 сентября 2011 года кабинету Пахора был вынесен вотум недоверия.
На состоявшихся 4 декабря 2011 года досрочных парламентских выборах социал-демократы, возглавляемые Пахором заняли только третье место, втрое снизив своё представительство в законодательном собрании.
В июне 2012 года Пахор покинул пост лидера партии.

#### Президент Словении

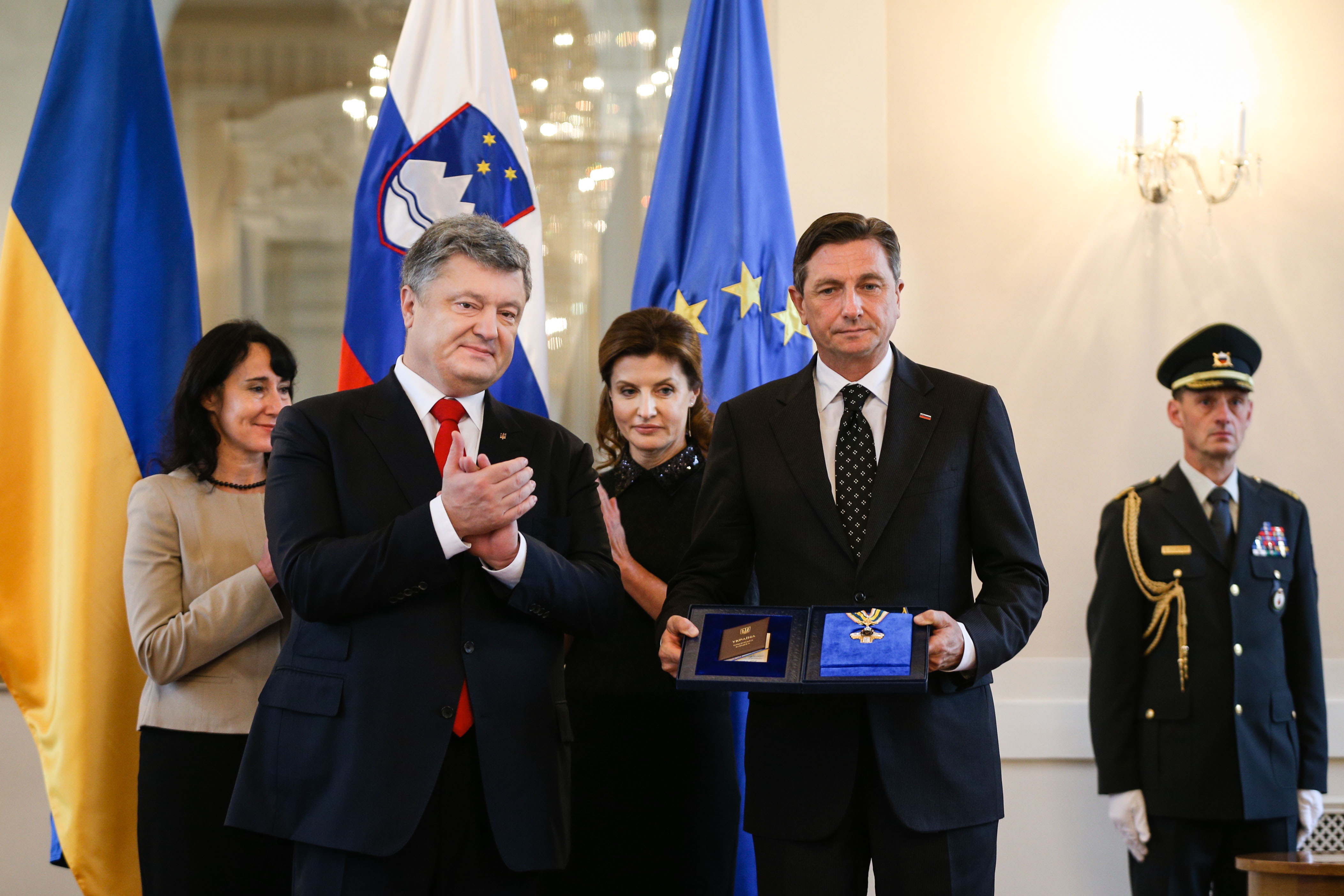
Президент Украины Пётр Порошенко вручает Боруту Пахору орден Свободы

Пахор выдвинул свою кандидатуру на президентских выборах 2012 года. В первом туре он занял первое место, набрав 41,9 %, в то время как действующий президент Данило Тюрк набрал 37,2 %. По результатам второго тура выборов, состоявшихся 2 декабря, Борут Пахор одержал убедительную победу, набрав 67,44 % голосов избирателей.
На президентских выборах 12 ноября 2017 года переизбран президентом Словении.

### Личная жизнь
Женат на Тане Печар, имеет сына Луку. Кроме родного словенского языка, свободно говорит на английском, французском, итальянском, сербском и хорватском языках.

## Награды
- Большой крест на цепи ордена «За заслуги перед Итальянской Республикой» (5 мая 2014 года, Италия)[8].
- Кавалер Большого креста ордена Витаутаса Великого (29 февраля 2016, Литва)[9].
- Орден «Стара планина» на ленте (18 июля 2016 года, Болгария) — за его выдающийся вклад в развитие и углубление двусторонних отношений между Республикой Болгария и Республикой Словения[10].
- Орден Свободы (3 ноября 2016 года, Украина) — за выдающийся личный вклад в развитие украинско-словенских межгосударственных отношений[11].
- Большой крест ордена Белого льва (2017, Чехия)[12]
- Орден Креста земли Марии на цепи (26 августа 2019, Эстония)[13]
- Орден князя Ярослава Мудрого I степени (23 августа 2021 года, Украина) — за выдающийся личный вклад в укрепление украинско-словенского межгосударственного сотрудничества, поддержку независимости и территориальной целостности Украины[14].